# Didymonyx infumata
Didymonyx infumata là một loài bướm đêm thuộc phân họ Arctiinae, họ Erebidae.